# Mychajlo Drahomanov
Mychajlo Petrovytsj Drahomanov (Oekraïens: Михайло Петрович Драгоманов, Russisch: Михаил Петрович Драгоманов, Michail Petrowitsj Dragomanov) (Hadjatsj (Gouvernement Poltava), 18 september 1841 - Sofia, 2 juli 1895) was een Oekraïens politiek theoreticus, econoom, historicus, etnograaf en filosoof.

## Achtergrond en studie
Drahomanov werd geboren in een adellijke familie met de Kozak Petro Yakymovych Drahomanov als vader. Mychajlo Drahomanov studeerde aan de Hadjatsj-school, Poltava-school en de Nationale Taras Sjevtsjenko-universiteit van Kiev.

## Loopbaan
Drahomanov doceerde van 1870 tot 1875 aan de Universiteit van Kiev. Vanwege de onderdrukking van de Oekraïense beweging onder de "Ems oekaze" die het publieke gebruik van Oekraïens verbood, en die in 1876 een hoogtepunt bereikte, werd hij gedwongen Rusland te verlaten. Nadat hij naar Genève was geëmigreerd zette hij daar zijn politieke, wetenschappelijke en publicistische activiteiten voort. Van 1885-1895 was hij hoogleraar aan de Universiteit van Sofia. Drahomanov schreef het eerste systematische politieke programma voor de Oekraïense nationale beweging.
Drahomanov begon zijn wetenschappelijke werk als classicus en schreef in dat kader Vopros ob istoricheskom znachenii Rimskoi imperii i Tatsit (Het probleem van de historische betekenis van het Romeinse rijk en Tacitus, 1869). Later verrichtte hij Slavische, vooral Oekraïense etnografische studies. Zijn belangrijkste werken zijn Istoricheskie pesni malorusskogo naroda (met Volodymyr Antonovych, 1874-1875), Malorusskie narodnye predaniia i rasskazy (1876); Novi ukraïns'ki pisni pro hromads'ki spravy (1881) en Politychni pisni ukraïns'koho narodu 18-19 st. (1883-1885).

## Politieke rol en opvattingen

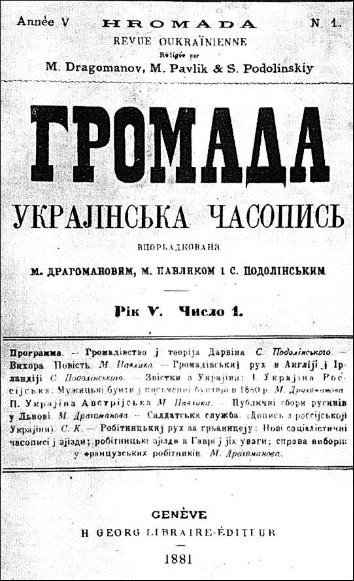

Drahomanov was een van de leiders van het geheime genootschap Hromada. In 1876 na zijn vertrek naar Genève werd hij hiervan woordvoerder in West-Europa. Tussen 1878 en 1882 publiceerde hij het gelijknamige Oekraïense politieke tijdschrift Hromada.
Met Serhij Podolynsky en Mychajlo Pavlyk, die enige tijd in Zwitserland woonden, vormde Drahomanov de Geneva Kring, die de kern werd van het Oekraïens socialisme. Hij wilde de Europese opinie wijzen op de benarde situatie van het Oekraïense volk onder het tsaristisch regime. Hij schreef pamfletten en artikelen in Franse, Italiaanse en Zwitserse kranten. Ook in het blad Vestnik Evropy ging hij kritisch in op het binnenlandse en buitenlandse beleid van Rusland. Drahomanov speelde een prominente rol in de Russische emigrantengemeenschap. Daarnaast had hij contacten met Poolse, Joodse, Servische, Bulgaarse en Roemeense radicale groepen.
De ideeën van Drahomanov bevatten liberaal-democratische, socialistische en Oekraïense patriottische elementen, met een positivistische filosofische achtergrond. Hij omschreef zijn politieke overtuiging wel als 'ethisch socialisme'. Beïnvloed door Pierre-Joseph Proudhon, zag Drahomanov als het uiteindelijke doel van de vooruitgang van de mensheid een toestand van anarchie: een vrijwillige associatie van vrije en gelijke individuen, zonder autoritaire kenmerken. Hij ging ervan uit dat dit ideaal kon worden bereikt door middel van federalisme en zelfbestuur van gemeenschappen en regio's. Drahomanov wilde burgerrechten en vrije politieke instellingen voorop stellen, boven economische klassenbelangen en universele menselijke waarden boven exclusieve nationale belangen. Hij geloofde echter dat nationaliteit wel een van de noodzakelijke bouwstenen was. Hij bedacht de slogan 'Kosmopolitisme als het gaat om de ideeën en de doelen, nationalisme als het gaat om de praktijk en de vorm'.
Drahomanov zette de democratisch-federalistische traditie voort die eerder werd vormgegeven door de Oekraïense Decembristische beweging van de jaren 1820, de panslavische  vereniging waarvan zijn oom, Yakiv Drahomanov, lid was geweest. Hij wilde de Oekraïense beweging koppelen aan moderne progressieve bewegingen. Hoewel Drahomanov betreurde dat het Oekraïense volk geen onafhankelijke staat had, achtte hij afscheiding onrealistisch. Zijn anarchistische inborststond hem niet toe om de nationale staat als belangrijk doel te beschouwen. Hij spoorde zijn landgenoten aan zich te richten op democratisering en federalisering van Rusland en Oostenrijk-Hongarije. Deze boden volgens hem voldoende ruimte voor de ontwikkeling van de Oekraïense natie.
Toen in 1886 bleek dat zijn politieke standpunten niet meer te verenigen waren met de meer gematigde politieke opvattingen van Hromada, kwam het tot een breuk.

## Nalatenschap
De invloed van Drahomanov is terug te vinden in de hele Oekraïense traditie van linkse politieke partijen en bewegingen. Hij beïnvloedde een aantal jonge Oekraïense intellectuelen in Habsburgs Galicië in de late jaren 1870, met name Ivan Franko en Mychajlo Pavlyk. In 1890 richtten deze intellectuelen de eerste Oekraïense politieke partij op, de Oekraïense Radicale Partij. Het programma van deze partij was socialistisch van aard zodat de partij gezien kan worden als een van de eerste socialistische partijen in Oost-Europa.
In Sovjet-Oekraïne werd in de jaren 1920 wetenschappelijk onderzoek gedaan naar Drahomanov maar met de komst van het Stalinisme werd Drahomanov veroordeeld als een 'kleinburgerlijke liberaal' en 'Oekraïense nationalist'. Met name in de jaren 1970 herleefde de belangstelling voor hem maar deze werd kort daarna actief onderdrukt. Tijdens de politieke veranderingen vanaf de late jaren 1980 werd geprobeerd de ideeën van Drahomanov aan te wenden als basis voor een alternatieve benadering te zien voor de heersende ideologie, als een Oekraïens marxistisch socialisme. Dit gebeurde met name door een aantal Oekraïense literaire critici (onder wie Rostyslav Mishchuk, Oleksa Myshanych en Mykola Zhulynsky). In 1991 volgden enkele grote Drahomanov-conferenties en in het algemeen groeide na de onafhankelijkheid van Oekraïne de belangstelling voor zijn gedachtegoed.
In 1991 werd de "Kyivan State Pedagogical University" vernoemd naar Mykhaylo Drahomanov. In 1997 kreeg deze universiteit de status Nationale Universiteit.

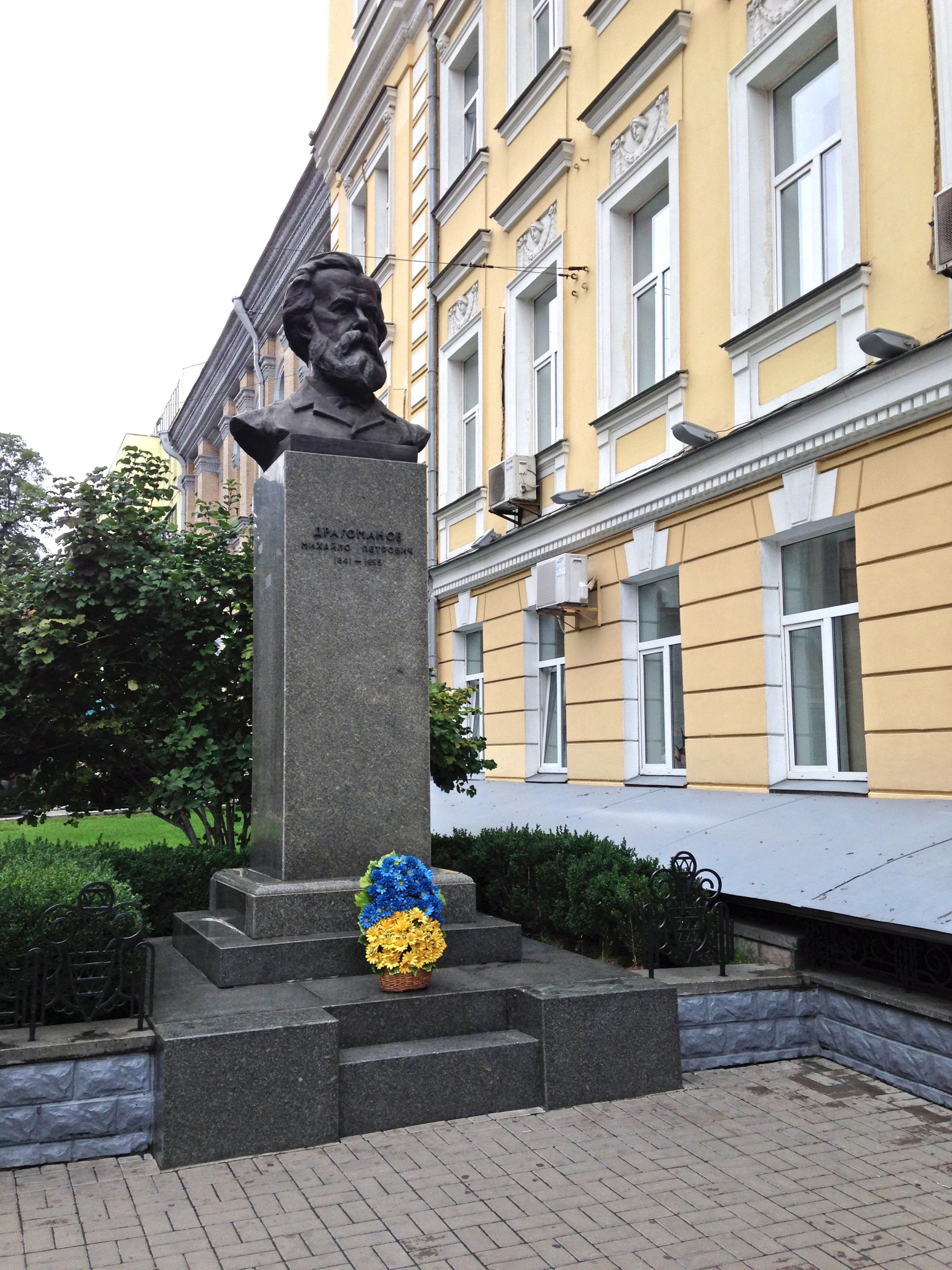
standbeeld van Drahomanov bij de universiteit in Kiev

## Familie
Drahomanov was een oom van de Oekraïense dichter Larysa Kosach (Lesya Ukrainka) en broer van Olha Drahomanova-Kosach (Olena Pchilka). De oom van Drahomanov, Yakiv Drahomanov, was lid van de Decembristenbeweging en politiek gevangene wegens deelname aan de geheime panslavische vereniging Tovarystvo zjednanych slovjan. Zijn vrouw was de beroemde actrice Ludmila Dragomanova. Het echtpaar had één dochter, Lidia Shishmanova.

## Dood
Kort na zijn verhuizing naar Bulgarije kreeg Drahomanov een hartkwaal. Hij stierf en werd begraven in Sofia.